# Hélène Delmée
Hélène Delmée (Charleroi , 16 mei 1987) is een Belgisch hockeyspeelster.

## Levensloop
Délmee begon op zesjarige leeftijd met hockey bij Argos Hockey Club Charleroi. Vanaf haar twaalfde tot achttiende was ze actief bij Royal Hockey Club Namur. Vervolgens ging ze aan de slag bij het Nijvelse Royal Pingouin HC. In 2018 keerde ze terug naar haar jeugdclub in Namen.
Daarnaast maakte Delmée deel uit van het Belgisch vrouwenhockeyteam, waarmee ze onder meer deelnam aan de Olympische Zomerspelen van 2012 te Londen.
Van opleiding is ze bio-ingenieur, een studie die ze in 2010 voltooide aan de Université catholique de Louvain. Vervolgens behaalde ze er in 2012 ook haar master in urbanisme. Van beroep is ze nutritherapeute.